# Gutsfriedhof für Rittergut Loburg II

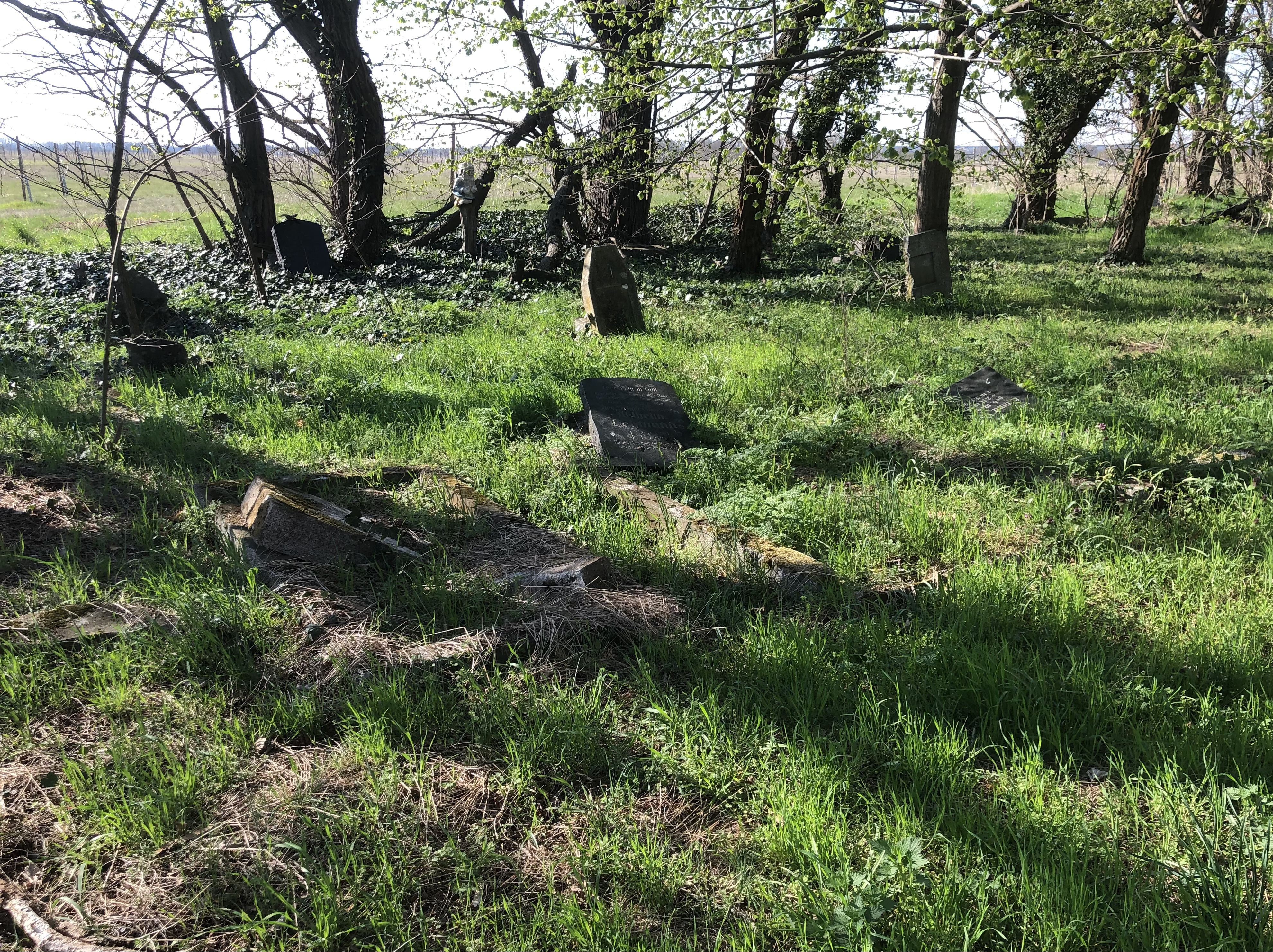
Blick über den Friedhof, 2022

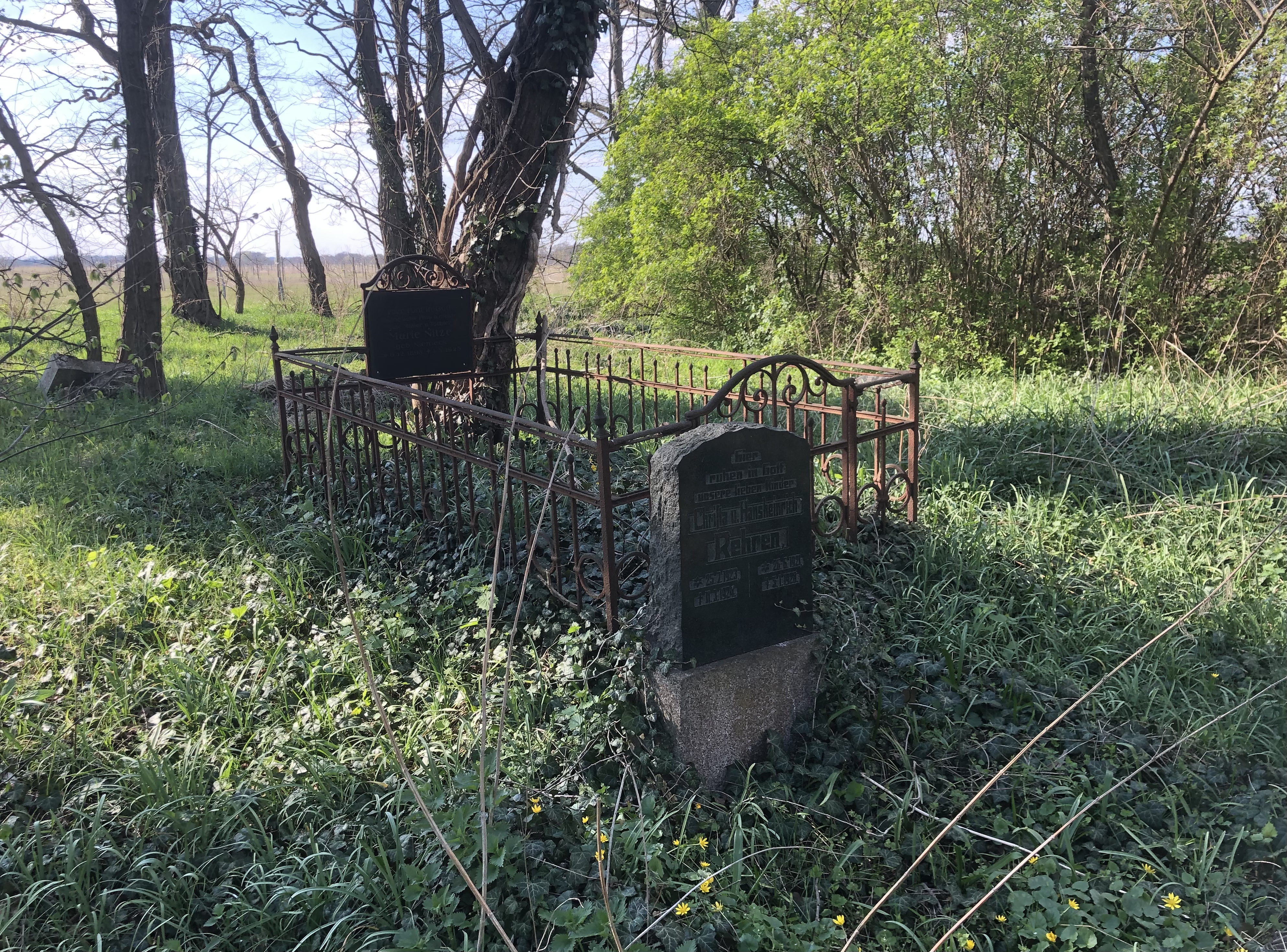
Grab der Frau Marie Nitze und der Kinder Christa und Hansheinrich Rehren

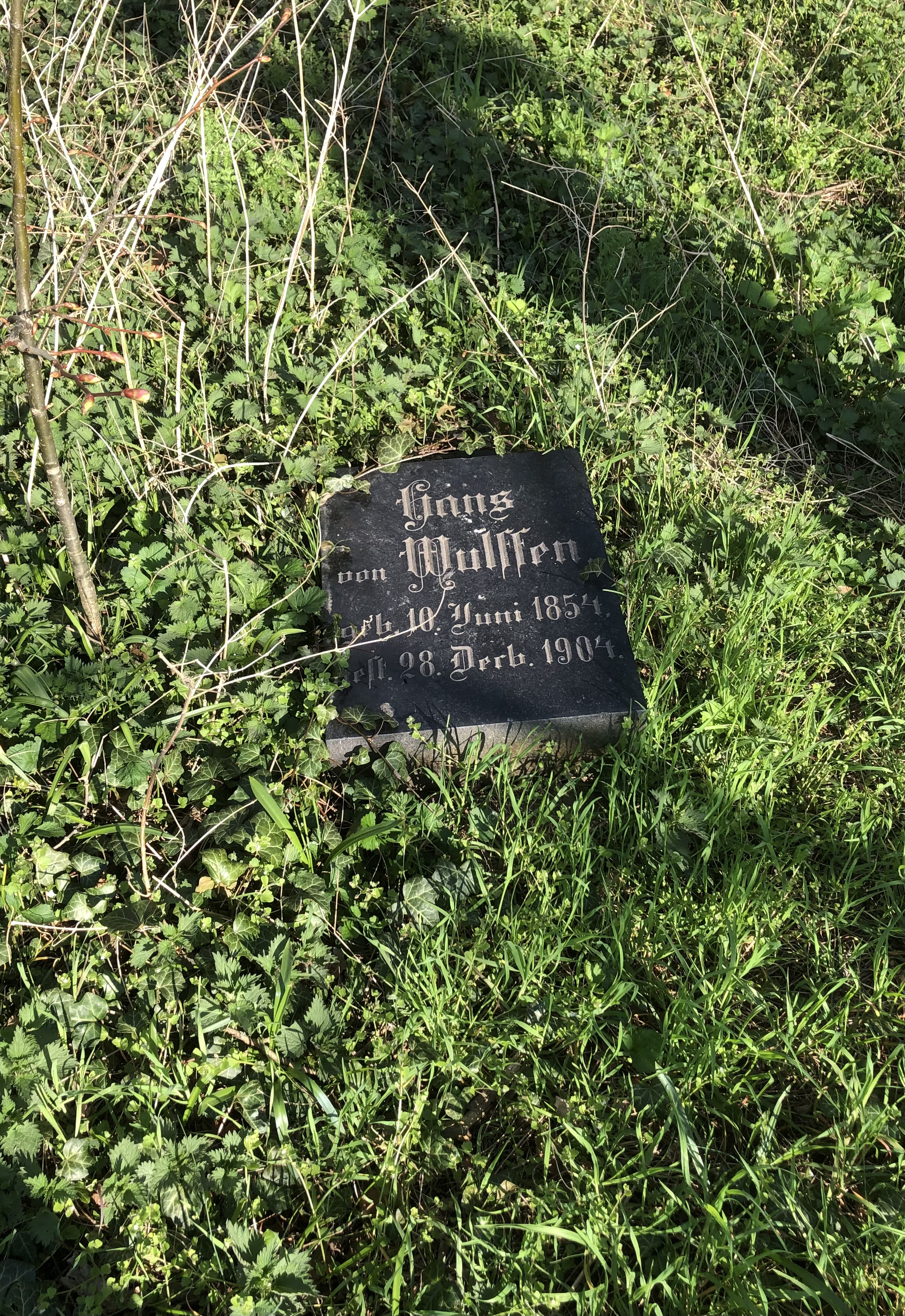
Grabstein des Hans von Wulffen aus dem Jahr 1904

Der Gutsfriedhof für Rittergut Loburg II, auch Friedhof von Padegrim, Alter Friedhof Padegrim oder Wulffenscher Gutsfriedhof in Padegrim, ist ein denkmalgeschützter Friedhof in dem zu Möckern gehörenden Ortsteil Loburg in Sachsen-Anhalt.

## Lage
Der Friedhof befindet sich westlich des ehemaligen Vorwerks Padegrim, südlich der westlichen Ortseinfahrt von Loburg. Westlich des Friedhofs befindet sich eine Nussbaumplantage, östlich ein öffentlicher Grünschnittplatz. Der Friedhof umfasst eine Fläche von 2800 m².

## Gestaltung und Geschichte
Auf dem nicht mehr in Nutzung befindlichen, stark verwilderten Friedhof ist noch eine kleinere Anzahl von Grabsteinen zu erkennen, die jedoch überwiegend umgestürzt oder sonst zerstört sind. Weitgehend erhalten und von einem eisernen Zaun umgeben ist die Grabstelle einer 1925 verstorbenen Marie Nitze. Direkt daneben befindet sich ein Grabstein für die 1924 bzw. 1928 verstorbenen Kinder Christa und Hansheinrich Rehren. Die noch zu erkennenden Grabstellen stammen von Beisetzungen von 1904 bis 1940. Eine Friedhofsmauer oder sonstige Einfassung des Geländes besteht nicht.
Der nach 1940 nicht mehr für Beisetzungen genutzte Friedhof wurde im Jahr 2012 entwidmet. Im gleichen Jahr entstanden Pläne für eine Neugestaltung des im städtischen Eigentum befindlichen Friedhofs. Dabei wurde auch die Idee diskutiert, die verbliebenen Grabsteine an einer Stelle des Friedhofes zu sammeln. Es entstand im Zeitraum bis 2015 ein von der Landschaftsgestalterin Ulrike Bischoff erarbeitetes Konzept. Das Konzept sah eine Entfernung der den Friedhof dominierenden Robinien vor. Am Rand der Fläche sollten Winterlinden gepflanzt werden. Vorgesehen war die Anlage einer dreieckigen, in Form eines Pyramidenstumpfes erhöhten Fläche, auf der die Grabplatten versetzt platziert werden sollten. Zwischen den Grabplatten sollte Efeu oder Natursteine als Bodenbedeckung zum Einsatz kommen. An der Langseite sollten Eiben, dem gegenüber ein Trompetenbaum gepflanzt werden. Für die Maßnahmen und die Pflege in den ersten fünf Jahren waren Kosten in Höhe von 12.000 € veranschlagt. Zu einer Umsetzung des Konzepts, das allerdings auch ein erheblicher Eingriff in die historische Struktur des Friedhofes gewesen wäre, kam es jedoch nicht (Stand 2022).
Im örtlichen Denkmalverzeichnis ist der Friedhof unter der Erfassungsnummer 094 41517 als Baudenkmal verzeichnet.